# Dzwonkówka mącznowonna
Dzwonkówka mącznowonna (Entoloma sepium (Noulet & Dass.) Richon & Roze) – gatunek grzybów z rodziny dzwonkówkowatych (Entolomataceae).

## Systematyka i nazewnictwo
Pozycja w klasyfikacji według Index Fungorum: Entoloma, Entolomataceae, Agaricales, Agaricomycetidae, Agaricomycetes, Agaricomycotina, Basidiomycota, Fungi.
Po raz pierwszy takson ten zdiagnozowali w 1838 r. Jean-Baptiste Noulet i H.G.B. Dassier de la Chassagne nadając mu nazwę Agaricus sepius. Obecną, uznaną przez Index Fungorum nazwę nadali mu w 1880 r. Charles Édouard Richon i Ernest Roze, przenosząc go do rodzaju Entoloma. Synonimy naukowe:
- Agaricus sepius Noulet & Dass. 1838
- Entoloma clypeatum var. sepium (Noulet & Dass.) G. Poirault & Roze 1880
- Rhodophyllus sepius (Noulet & Dass.) Romagn. 1947

Nazwę polską zaproponował Władysław Wojewoda w 2003 r. dla naukowej nazwy Entoloma saepium.

## Morfologia
Kapelusz
Średnica 3–12,5 cm. Początkowo stożkowato-wypukły, potem płaskowypukły lub rozpostarty, z niskim garbem, lub bez garbu. Brzeg początkowo podgięty, potem wyprostowany. Jest niehigrofaniczny, w stanie wilgotnym nieprzeźroczysty i nieprążkowany. Powierzchnia blado kremowa z odcieniem żółtawym lub szarawym, jednolitym na całej powierzchni, w stanie wilgotnym jedwabista. Pod wpływem słońca kapelusz często pęka lub ulega rozszczepieniu.
Blaszki
W liczbie 50–100, z międzyblaszkami (l=1–7), średnio gęste, zatokowato wycięte lub przyrośnięte, czasem z ząbkiem. Początkowo białe, potem różowe. Ostrza tej samej barwy.
Trzon
Wysokość 3–12 cm, grubość 0,5–2 cm, cylindryczny, często poszerzony ku podstawie, czasami zagięty. Powierzchnia podłużnie włókienkowata, biała, po uszkodzeniu (zwłaszcza przy podstawie) powstają żółtawo-czerwone plamy.
Miąższ
Mięsisty, biały, ale zazwyczaj mocno przebarwiający się po uszkodzeniu na pomarańczowo-żółto (taką barwę mają też otwory będące skutkiem żerowania owadów). Zapach i smak mączny.
Cechy mikroskopijne
Zarodniki 7,5–12 × 6,5–11 μm, izodiametryczne, w widoku z boku 5–7-kątne. Podstawki 4-zarodnikowe, ze sprzążkami. Cystyd brak. Strzępki skórki cylindryczne, o szerokości 1,5–7(–9) μm. Zawierają wewnątrzkomórkowy, blado-brązowy pigment. Sprzążki liczne.
Gatunki podobne
Może być pomylona z innymi gatunkami dzwonkówek, m.in.:
- dzwonkówką mączną (Entoloma prunuloides), która występuje głównie na terenach trawiastych poza lasami, a jej miąższ nie zmienia barwy po uszkodzeniu[5].
- dzwonkówką trującą (Entoloma sinuatum), która ma większe owocniki, młode blaszki mają żółtawe odcienie, a jej miąższ nie czerwienieje w miejscach uszkodzonych przez larwy owadów[6].

## Występowanie i siedlisko
Występuje w Europie. W literaturze naukowej na terenie Polski do 2003 r. podano tylko jedno stanowisko. W opinii grzybiarzy w niektórych miejscach w Polsce jest częsta. Więcej stanowisk i nowszych, podaje internetowy atlas grzybów. Dzwonkówka mącznowonna zaliczona w nim jest do gatunków chronionych i zagrożonych.
Grzyb naziemny, prawdopodobnie mykoryzowy. Rozwija się w lasach, żywopłotach, sadach, ogrodach itp., czasami w dużych grupach. Owocniki wytwarza od kwietnia do czerwca. Występuje głównie pod drzewami i krzewami z rodziny różowatych.

## Znaczenie
Grzyb jadalny, jednak nie zaleca się jego zbierania w celach spożywczych ze względu na możliwość pomylenia z trująca dzwonkówką trującą.